# Ferrocarril de Midland Oeste
El Ferrocarril de Midland Oeste (nombre original en inglés: West Midland Railway, abreviado como WMR) fue una de las primeras empresas de transporte ferroviario británicas. Se formó el 1 de julio de 1860 mediante la fusión de varias empresas ferroviarias más antiguas y se fusionó con el Great Western Railway el 1 de agosto de 1863. Fue el sucesor del Ferrocarril de Oxford, Worcester y Wolverhampton (OWWR).

## Historia

### Constituyentes
Las empresas constituyentes originales fueron el Ferrocarril de Newport, Abergavenny y Hereford (fundado en 1846 y abierto en 1854), el Ferrocarril de Worcester y Hereford (fundado en 1853 y abierto en 1859) y Ferrocarril de Oxford, Worcester y Wolverhampton (fundado en 1845 y abierto en 1850), que ya había absorbido el Tranvía de Stratford y Moreton (fundado en 1821 y abierto en 1826).
El 1 de julio de 1861, el WMR arrendó el Ferrocarril de Coleford, Monmouth, Usk y Pontypool (fundado en 1853 y abierto en 1857). En 1862 también arrendó el Ferrocarril de Leominster y Kington (inaugurado en 1857) y el Ferrocarril de Severn Valley (desde su inauguración).

### Fusión con el GWR
El Ferrocarril de Midland Oeste se disolvió el 1 de agosto de 1863, y sus poderes y obligaciones se transfirieron al Great Western Railway. La propia Compañía del Ferrocarril de Midland Oeste continuó existiendo hasta que la Ley del Great Western Railway de 1872 provocó una fusión completa.